# Karmen Štular Sotošek
Karmen Štular Sotošek (*1967), komunikologinja, strokovnjakinja za strateško komuniciranje in ustvarjalka na področju popularizacije kulturne in znanstvene dediščine.
Avtorica dela (in razstave) z naslovom Žensko časopisje na Slovenskem (1997).
Je magistrica znanosti na področju komunikologije in univerzitetna diplomirana sociologinja.
Maturirala je na Gimnaziji Poljane v Ljubljani in 2003 magistrirala na Fakulteti za družbene vede v Ljubljani. 
Konec devetdesetih je aktivno sodelovala pri uresničitvi ideje dostopa do globalnih znanstvenih informacij v okviru mednarodne fundacije eIFL.net, katere predstavnica za Slovenijo je še danes. Od 2003 opravlja delo izvršne direktorice konzorcija COSEC - mreže 130 znanstvenih ustanov in splošnih knjižnic, ki nudijo raziskovalne rezultate na daljavo. Vodila je Službo za razvoj digitalne knjižnice v NUK (2005-2012) ter razvojne projekte o prepoznavnosti kulturne in znanstvene dediščine.
Za prispevke na področju teorije in prakse digitalizacije kulturnih in znanstvenih vsebin je prejela nagrado Kalanovega sklada za leto 2011.